# Schillerstraße 81 (Mönchengladbach)

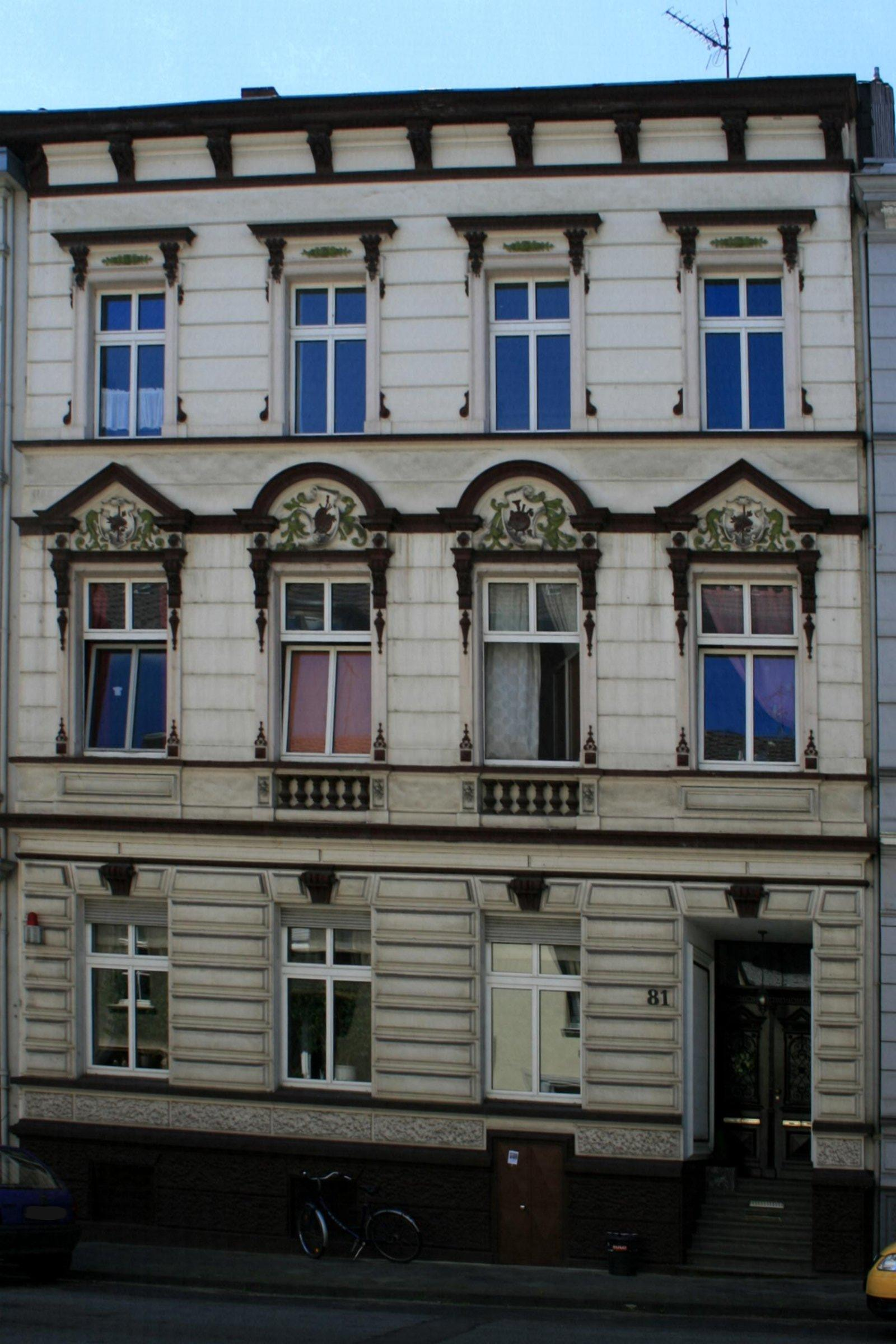
Wohnhaus (2010)

Das Wohnhaus Schillerstraße 81 steht im Stadtteil Gladbach in Mönchengladbach (Nordrhein-Westfalen).
Das Gebäude wurde um die Jahrhundertwende erbaut und unter Nr. Sch 003 am 4. Dezember 1984 in die Denkmalliste der Stadt Mönchengladbach eingetragen.

## Architektur
Das Haus Schillerstraße 81 liegt im Stadtgebiet Eicken innerhalb einer bestehenden Baugruppe. Es handelt sich um ein dreigeschossiges Vier-Fenster-Haus mit einem Satteldach aus der Zeit der Jahrhundertwende.